# 伊姆赖·盖佐
伊姆赖·盖佐（匈牙利語：Imre Géza，匈牙利語發音：[ˈimrɛ ˈɡeːzɒ]，1974年12月23日—）生于布达佩斯，是一名匈牙利击剑运动员，主攻重剑项目，曾获四枚奥运奖牌以及多枚世锦赛奖牌。

## 运动生涯
伊姆赖参加过五届奥运，他首次参加奥运是在1996年亚特兰大奥运，当时他获得了个人重剑铜牌以及团体重剑第六名。在2004年雅典奥运，他获得了团体重剑银牌，在个人重剑项目上，他止步32强。四年后的2008年北京奥运，他没能获得奖牌，在个人重剑项目上，他被意大利选手击败止步16强，在团体重剑项目上，他和队友在八强赛上被8号种子中国队击败。2012年，伊姆赖参加了伦敦奥运男子个人重剑比赛，他在16强赛上被挪威选手击败，连续两届无缘奥运奖牌。2016年，他第五次参加奥运，取得突破，获得了个人重剑银牌和团体重剑铜牌。
除了奥运，伊姆赖还参加过多届世锦赛，总共获得4枚金牌、2枚银牌和4枚铜牌。当中9枚奖牌都是团体项目，唯一的一枚个人项目金牌是在2015年莫斯科世锦赛上获得的，他也因为在该届世锦赛上的出色表现获提名为当年匈牙利年度最佳男子运动员。

## 家庭
伊姆赖的妻子克凯尼·拜奥特丽克丝是手球运动员，曾参加过两届奥运。两人育有两个孩子。

## 奖项
- 匈牙利年度最佳击剑运动员（1996、2015[8]）
- 匈牙利共和国功绩勋章－Silver Cross（1996）
- 匈牙利年度最佳体育团队队员：1998
- 匈牙利共和国功绩勋章－Knight's Cross（2004）
- 匈牙利功绩勋章－Commander's Cross（2016）[9]